# Hvozdîkivka (Kalașnîkî), Poltava
Hvozdîkivka (în ucraineană Гвоздиківка) este un sat în comuna Kalașnîkî din raionul Poltava, regiunea Poltava, Ucraina.

## Demografie
Componența lingvistică a localității Hvozdîkivka
     Ucraineană (100%)
Conform recensământului din 2001, toată populația localității Hvozdîkivka era vorbitoare de ucraineană (100%).